# Isaac McKim

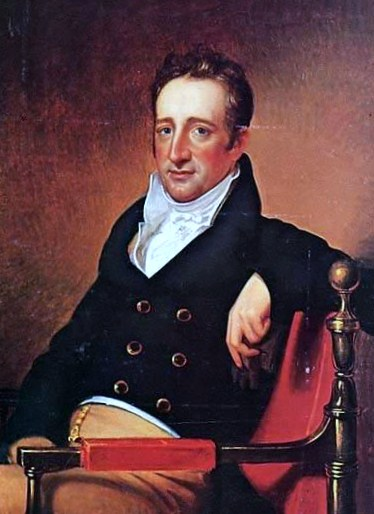
Isaac McKim (Gemälde von Rembrandt Peale)

Isaac McKim (* 21. Juli 1775 in Baltimore, Province of Maryland; † 1. April 1838 ebenda) war ein US-amerikanischer Politiker. Zwischen 1823 und 1838 vertrat er mehrfach den Bundesstaat Maryland im US-Repräsentantenhaus.

## Werdegang
Isaac McKim war der Neffe des Kongressabgeordneten Alexander McKim (1748–1832). Er besuchte die öffentlichen Schulen seiner Heimat und arbeitete danach im Handel. Während des Britisch-Amerikanischen Krieges von 1812 diente er im Stab von General Samuel Smith, der später Kongressabgeordneter und US-Senator werden sollte. Nach dem Krieg schlug McKim als Mitglied der Demokratisch-Republikanischen Partei eine politische Laufbahn ein. Zwischen dem 4. Dezember 1821 und dem 8. Januar 1823 gehörte er dem Senat von Maryland an.
Nach dem Rücktritt von Samuel Smith als Kongressabgeordneter wurde McKim bei der fälligen Nachwahl im fünften Wahlbezirk von Maryland als dessen Nachfolger in das US-Repräsentantenhaus in Washington, D.C. gewählt, wo er am 4. Januar 1823 sein neues Mandat antrat. Nachdem er auch für die folgende Legislaturperiode gewählt worden war, konnte er zunächst bis zum 3. März 1825 im Kongress verbleiben.
Zwischen 1827 und 1831 war McKim einer der Direktoren der Baltimore and Ohio Railroad. In dieser Zeit schloss er sich der 1828 von Andrew Jackson gegründeten Demokratischen Partei an. Bei den Kongresswahlen des Jahres 1832 wurde er als deren Kandidat erneut im fünften Distrikt seines Staates in das US-Repräsentantenhaus gewählt, wo er am 4. März 1833 sein Amt antrat. Nach zwei Wiederwahlen konnte er bis zu seinem Tod am 1. April 1838 im Kongress verbleiben. Seit dem Amtsantritt von Präsident Jackson im Jahr 1829 wurde innerhalb und außerhalb des Kongresses heftig über dessen Politik diskutiert. Dabei ging es um die umstrittene Durchsetzung des Indian Removal Act, den Konflikt mit dem Staat South Carolina, der in der Nullifikationskrise gipfelte, und die Bankenpolitik des Präsidenten.